# Atlantic Southeast Airlines-vlucht 529
Atlantic Southeast Airlines-vlucht 529 was een Embraer Brasilia-vliegtuig dat op 21 augustus 1995 neerstortte bij Carrollton, Georgia, Verenigde Staten. Het toestel was op weg van Hartsfield-Jackson Atlanta International Airport naar Gulfport-Biloxi International Airport. Negen van de 29 inzittenden kwamen om het leven.

## Vliegtuig
Het vliegtuig was geleverd aan Atlantic Southeast Airlines op 3 maart 1989. Voor het ongeluk had het toestel al 18 171 keer gevlogen.

## Het ongeluk
Vlucht 529 vertrok vanuit Atlanta om 12:23 lokale tijd. Om 12:43:25, toen het toestel klom naar 18.100 voet hoogte, klonk er een vreemde klap. De copiloot omschreef het geluid als “een honkbalknuppel die een aluminium blikje raakt”. Een van de propellerbladen aan de linkervleugel was afgebroken.
Hoewel de EMB 120 erop gemaakt is om met een kapotte propeller door te kunnen vliegen, zorgde het uitvallen van de motor voor luchtweerstand en verlies van liftkracht aan de linkerkant van het toestel. Het toestel zelf kwam in een snelle daling terecht.
Piloot Ed Gannaway en copiloot Matt Warmerdam probeerden eerst terug te vliegen naar Atlanta voor een noodlanding, maar de snelle daling dwong hen af te wijken naar West Georgia Regional Airport. Het vliegtuig kon niet zo lang in de lucht blijven, dus zochten de piloten naar een open veld voor een noodlanding. Om 12:52:45 stortte het vliegtuig neer in een veld bij Carroll County, Georgia.

## Slachtoffers
Alle inzittenden overleefden de crash in eerste instantie. De dodelijke slachtoffers vielen door de brand die na de crash uitbrak. De brand brak een minuut na de crash uit, en werd aangewakkerd door de zuurstoffles achter de stoel van de copiloot. Warmerdam en een passagier hakten met bijlen een gat in een raam zodat Warmerdam naar buiten kon.
Verschillende passagiers liepen ernstige brandwonden op. Een passagier stierf al in het vliegtuig, en zeven andere passagiers stierven in de eerste 30 dagen na het ongeluk aan hun verwondingen, waardoor het totale dodental aanvankelijk op acht kwam. Een negende slachtoffer viel vier maanden later, eveneens door ernstige brandwonden.
Mary Jean Adair, een van de overlevenden, stierf acht weken na het ongeluk aan een hartaanval. Hoewel ze niet tot de officiële slachtoffers van het ongeluk wordt gerekend, staat haar naam wel op een gedenkplaat voor slachtoffers van de ramp.

## Oorzaak
De mogelijke oorzaak van het afbreken van de propeller was vermoeiing als gevolg van corrosie. Een soortgelijke situatie had zich tweemaal eerder voorgedaan, maar toen konden de vliegtuigen in kwestie veilig landen. De propellers waren daarna teruggeroepen naar een fabriek van Hamilton Standard voor controle, maar deze was niet goed uitgevoerd.
De NTSB bekritiseerde Hamilton Standard voor onzorgvuldige inspecties en documentatie. Tevens verweten ze zowel Hamilton als de FAA dat het vliegtuig niet regelmatig was gecontroleerd op beschadigde propellers.
De dichte bewolking boven de plaats van het ongeluk was ook deels van invloed op de ernst van het ongeluk.